# Divus samanus
Divus samanus är en insektsart som beskrevs av Chandrasekhara A. Viraktamath 1998. Divus samanus ingår i släktet Divus och familjen dvärgstritar. Inga underarter finns listade i Catalogue of Life.